# Griechischer Staatsbankrott von 1893
Der Griechische Staatsbankrott von 1893 wurde von der Regierung des Königreichs Griechenland erklärt, nachdem dieses aufgrund eines Preisverfalls des Hauptexportprodukts Korinthen und territorialer Konflikte, sowie darauffolgender Investitionen nicht mehr in der Lage war, den Zahlungsverpflichtungen nachzukommen.

## Vorgeschichte
Während der Griechischen Revolution hatte bereits die provisorische Regierung 1824/25 erste Anleihen aufgelegt. Nach der Unabhängigkeit Griechenlands wurde Otto zum König ernannt, und im Londoner Protokoll von 1830 gewährten die europäischen Großmächte dem vom Bürgerkrieg ausgezehrten neuen Staat ihre Garantie für eine Anleihe über 60 Millionen Francs. Für diese Anleihe konnte jedoch bereits 1833 der Zins nicht mehr bezahlt werden. Damit hatte Griechenland für viele Jahrzehnte seine Kreditwürdigkeit im Ausland eingebüßt. Auch die Gründung der National Bank of Greece 1841 trug wenig zur Verbesserung der Kapitalversorgung bei.

## Die Kapitalaufnahme
1879 begann der Weg für eine neue Kapitalaufnahme. Griechenland einigte sich mit den Altgläubigern auf eine Umschuldung und beschloss überfällige Reformen der Verwaltung und des Heeres in Angriff zu nehmen. Die Bedienung der Schulden erschien gesichert. Lediglich ein Fünfzehntel der Staatseinnahmen wurden für den Schuldendienst benötigt. In den folgenden 12 Jahren wurden sechs Staatsanleihen mit einem Volumen von 630 Millionen Francs aufgelegt und in London, Paris und Berlin erfolgreich platziert. Die Schuldenlast stieg damit auf ein Drittel des Staatshaushaltes. Die Staatsanleihen waren mit den Einnahmen der Staatsmonopole auf Salz, Zündhölzer und Petroleum sowie den Zolleinnahmen der Häfen Piräus und Patras abgesichert.
Zahlreiche mehrheitlich griechisch bewohnte Gebiete wollten sich vom Osmanischen Reich lösen. Das Nichteingreifen durch Griechenland hätte ein Blutbad bei den Aufständischen bedeutet. Da Griechenland nicht auf das Engagement anderer Mächte hoffen konnte, nahm es Kredite auf, um ein Eingreifen zu finanzieren. Die Höhe der Kredite für Rüstungsgüter betrug im Jahr 1885 52 Mio. Goldfrancs. Kritik der Opposition wurde von Ministerpräsident Theodoros Deligiannis mit Verweis auf nationale Interessen abgeschmettert. 1886 trat er zurück, es folgte Dimitrios Valvis und Charilaos Trikoupis, dem es nicht mehr gelang, das Ansteigen der Schulden zu verhindern, während gleichzeitig der Lebensstandard durch Einschnitte bis zu seiner Abwahl 1890 sank. Der erneut gewählte Ministerpräsident Theodoros Deligiannis setzte wieder auf eine starke Kreditaufnahme, er trat 1892 zurück. Als Charilaos Trikoupis erneut Ministerpräsident wurde, gelang es ihm nicht mehr, die Kredite zu bedienen. Im Dezember 1893 erklärte er in einer Sitzung des griechischen Parlaments mit den historischen Worten „Bedauerlicherweise sind wir bankrott“ (griechisch „δυστυχῶς ἑπτωχεύσαμεν“) die Zahlungsunfähigkeit. Auch die einst als Pfand vereinbarten Einnahmen aus Monopolen und Zöllen wurden nicht mehr gezahlt.

### Wirtschaftliche Ursachen
Die vom Osmanischen Reich befreiten Territorien hatten einen größeren Investitionsbedarf als geplant, eine Infrastruktur musste faktisch von Grund auf neu geschaffen werden. Beispielsweise wurde in Thessalien (das 1881 zu Griechenland kam) mit Krediten die 142 km lange Thessalische Eisenbahn gebaut.
Investitionen in Eisenbahnlinien und Straßenbau hatten jedoch nicht die erhoffte Wirkung entfaltet, gleichzeitig waren die Ausgaben im Rüstungsbereich weitaus höher als geplant ausgefallen. Der Versuch, die Landwirtschaft zu diversifizieren und eine größere Unabhängigkeit vom Exportprodukt Korinthen zu erreichen, hatte noch keine Früchte getragen. 
Ende der 1870er Jahre wurden die französischen Weinberge von Peronospora befallen, und der Weltmarktpreis für Korinthen erreichte ein ungewöhnlich hohes Niveau, so dass die hohen Einnahmen eine problemlose Bedienung der Kredite erlaubten. Doch führte Frankreich 1893 während einer weltweiten Wirtschaftsflaute hohe Schutzzölle auf die Einfuhr von Korinthen ein. Die französischen Weinstöcke hatten sich erholt, und die französische Regierung wollte durch Protektionismus die verlorenen französischen Marktanteile zurückgewinnen. Der Weltmarktpreis für Korinthen fiel auf ein Sechstel. Aufgrund der wegbrechenden Einnahmen konnten die bestehenden Kredite ohne eine Aufnahme neuer Kredite nicht mehr bedient werden.

## Erneute Kreditaufnahme für Zahlungen an die Türkei 1897
Das Land hatte sich Mitte der 1890er Jahre von den wirtschaftlichen Turbulenzen weitestgehend erholt. Ein Aufstand der Kreter gegen die Osmanischen Besatzer verleitete Griechenland 1896 erneut in einen Konflikt einzugreifen. Die osmanischen Truppen waren jedoch kurz zuvor von deutschen Militärberatern neu strukturiert worden. Die Aufständischen und Griechenland verloren 1897 den türkisch-griechischen Krieg, konnten jedoch gegen Zahlung enormer 
Reparationen an die siegreiche Türkei die Rückkehr deren Herrschaft auf der Insel verhindern. Um die Lösung mit einem internationalen Protektorat und einer Autonomie Kretas der Türkei zu bezahlen, musste Griechenland weitere Kredite aufnehmen.
Zu weiterer Kreditvergabe erklärten sich die Gläubiger jedoch erst bereit, nachdem die griechische Regierung die Tilgung auch für Altschulden zugesichert und der Einrichtung internationaler Finanzkontrolle über Griechenland zugestimmt hatte.
An das Osmanische Reich zahlte Griechenland von 1897 bis 1900 insgesamt 389 Mio. Goldfrancs. Dem Osmanischen Reich, das bereits seit 1881 ebenfalls unter internationaler (multinationaler) Finanzkontrolle stand, nutzten die griechischen Zahlungen nicht unmittelbar, da die Kreditmächte diese mit den Schulden des Reiches verrechneten.
Griechenland leistete bis zum deutschen Einmarsch 1941 alle vereinbarten Zins- und Tilgungsraten. Nach anderen Quellen kam es 1932 im Rahmen der Weltwirtschaftskrise zu einem teilweisen Staatsbankrott nach den Parlamentswahlen in Griechenland 1932.